# امانوئل هوتو
امانوئل هوتو (انگلیسی: Emmanuel Hutteau؛ زادهٔ ۱۰ اوت ۱۹۶۸) بازیکن فوتبال اهل فرانسه است.
از باشگاه‌هایی که در آن بازی کرده‌است می‌توان به باشگاه فوتبال آنژه، باشگاه فوتبال لانس، باشگاه فوتبال کن، باشگاه فوتبال لو مان، باشگاه فوتبال استراسبورگ، باشگاه فوتبال سدان، و باشگاه فوتبال ستاره سرخ اشاره کرد.